# Beaumont-le-Hareng
Beaumont-le-Hareng település Franciaországban, Seine-Maritime megyében. Lakosainak száma 259 fő (2022. január 1.). Beaumont-le-Hareng Cottévrard, La Crique, Grigneuseville, Rosay és Saint-Saëns községekkel határos.

## Népesség
A település népességének változása:
| Lakosok száma | 249  | 262  | 268  | 265  | 263  | 261  | 264  | 262  | 259  |
|               | 2013 | 2015 | 2016 | 2017 | 2018 | 2019 | 2020 | 2021 | 2022 |